# Партизанский переулок (Павловск)
Партиза́нский переулок — переулок в городе Павловске (Пушкинский район Санкт-Петербурга). Проходит от улицы Девятого Января за Проектируемую улицу. На юго-запад продолжается улицей Декабристов.
Первоначально назывался Глухи́м переулком и проходил на участке от 1-й Краснофлотской улицы до улицы Профессора Молчанова. Топоним известен с 1837 года.
В 1950-х годах переулок переименовали в Партизанский. Тогда же он обрёл современные границы. Новое название присвоено в память о партизанской движении в этом оккупированном немецкими войсками районе во время Великой Отечественной войны.

## Перекрёстки
- улица Девятого Января / улица Декабристов
- 1-я Краснофлотская улица (перекрёсток с круговым движением)
- 2-я Краснофлотская улица
- улица Профессора Молчанова
- улица Анны Зеленовой
- улица Дзержинского
- Проектируемая улица